# Trichopterigia rivularis
Trichopterigia rivularis là một loài bướm đêm trong họ Geometridae.